# Xã Garland, Quận Miller, Arkansas
Xã Garland (tiếng Anh: Garland Township) là một xã thuộc quận Miller, tiểu bang Arkansas, Hoa Kỳ. Năm 2010, dân số của xã này là 33.493 người.